# تارمار
تارمار (به لاتین: Tarmar) یک منطقهٔ مسکونی در جمهوری خلق چین است که در منطقه خودمختار تبت واقع شده‌است.